# N382 (België)
De N382 is een Belgische gewestweg tussen Ingelmunster en Kaster. De weg bestaat vanaf het begin (Ingelmunster) tot aan de N43 bij Sint-Eloois-Vijve uit 2x1 rijstroken. Daarna gaat de N382 over in 2x2 rijstroken met een middenberm, die vanaf Flanders Field (Waregem) weer overgaan naar 2x1 rijstroken. De route heeft een lengte van ongeveer 21 kilometer.
Vóór 2000 liep de weg slechts van Kaster tot aan de N43 in Waregem, met een ongebruikte brug over de Leie naar Wielsbeke. In 2000 werd de N382 verlengd van aan de N43 tot aan Unilin Wielsbeke. In 2007 werd het wegdek heraangelegd tussen de N43 en de A14/E17 voor de passage van de Ronde van Frankrijk. In 2008 werd de N382 verlengd tot aan Spano in Oostrozebeke. In 2011 werd een brug voor de N382 over de N43 gebouwd. In 2012 werd het sluitstuk van de weg aangelegd tussen Spano en de N357 in Ingelmunster. Om deze aansluiting mogelijk te maken sneuvelden in 2011 meerdere huizen en ook de gekende herberg Het Vliegend Paard.
Oorspronkelijk was het de bedoeling om de weg langs het kanaal Roeselare-Leie aan te leggen tot in Roeselare, maar dit is reeds lange tijd definitief van de baan.

## Aftakkingen

### N382a
De N382a is een 2 kilometer lange verbindingsweg in de plaats Kaster. De weg verbindt de N36/N382 met de N453 via de Varentstraat en Varent.

### N382b
De N382b is een verbindingweg die de R35 en de N382 in bij de stad Waregem verbindt. Deze weg kreeg als straatnaam "Verbindingsweg" en heeft een lengte van ongeveer 500 meter. De weg bestaat uit 2x2 rijstroken.

### N382c
De N382c is een verlenging van de N382 tussen Ingelmunster en Roeselare. De weg bestaat uit twee gedeeltes. Het eerst gedeelte gaat vanaf Ingelmunster naar Roeselare en ligt grotendeels langs het Kanaal Roeselare-Leie. Deze route is ongeveer 9,2 kilometer lang.
Het tweede gedeelte van de N382c begint bij de plaats Kachtem, hier takt de weg af van de N382c en gaat door Kachtem heen en vervolgens via de Sasbrug over het Kanaal Roeselare-Leie heen om aan te sluiten op de N36b en de N357. Dit stuk is ongeveer 2,8 kilometer lang.